# Сапунджию, Риза
Риза Сапунджию (серб. Риза Сапунџију, алб. Riza Sapunxhiu; 15 марта 1925, Печ, Печ, Сербия — 6 сентября 2008, там же) — коммунистический политик из числа косовских албанцев и экономист Югославии. Родился в Пече, в то время в Королевстве сербов, хорватов и словенцев. Выполнял функции заместителя премьер-министра и премьер-министра Косово до того, как стал его представителем в Президиуме СФРЮ.

## Биография
С 1980 по 1982 Сапунджию занимал пост премьер-министра Косово. В 1981 году он возглавил Косовскую делегацию в ходе исторического визита в Албанию. Этот визит проложил путь к установлению более тесных отношений между Албанией и албанской общиной в Косово и албанской общиной в бывшей Югославии.
Будучи успешным экономистом, в 1982 году Сапунджию стал официальным сотрудником Всемирного банка.
Когда начался югославский кризис, он выступил против идеи гражданской войны и фактически не проголосовал, хотя он был зарегистрирован как голосующий за. Тем не менее, гражданская война не была объявлена из-за противодействия других членов Президиума.